# 宋谷帽

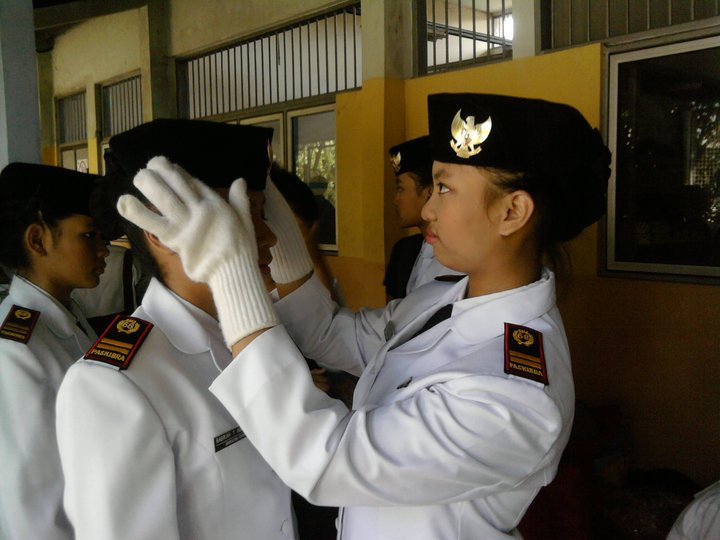
印尼升旗儀隊(Paskibra)的女隊員戴著女性版的宋谷帽。

宋谷帽（songkok，又有peci, kopiah等稱呼）是一種東南亞穆斯林（分布於馬來西亞、新加坡、印度尼西亞、汶萊、菲律賓南部和泰國南部等地）在正式場合經常佩戴的男用帽子。宋谷帽的形狀是圓筒狀，顏色以黑色為主。

## 起源
宋谷帽起源於19世紀，模仿自鄂圖曼帝國的土耳其毯帽。有關宋谷帽的最早記載出現在1840年。

## 意涵
宋谷帽雖然被認為是穆斯林身分的標記，但在印度尼西亞，宋谷帽卻被蘇卡諾政權當成世俗主義和民族主義的象徵。以蘇卡諾為首的印尼獨立運動領袖都喜歡戴宋谷帽，蘇卡諾成為印尼首任總統後，便將黑色天鵝絨款式的宋谷帽當成印尼「國帽」推廣。之後每位男性印尼總統在拍攝官方肖像照時必定佩戴此帽。印尼甚至出現了曲線型的女性版宋谷帽。
在馬來西亞，宋谷則仍被視為馬來穆斯林男子傳統服飾的一部分，具有特定種族和宗教意涵，而非國內各族群民眾通用的服飾。不过在馬國的政治儀式場合如議會開幕式、晉見蘇丹，政府機構經常要求所有男性參加者都戴宋谷，屢屢引發與非穆斯林的衝突。2014年，馬來西亞檳城州政府授予一名南傳佛教僧侶拿督勳銜，但因他穿佛教袈裟、拒戴宋谷，因而不允許他進入禮堂參加集體冊封儀式，而在另外的房間單獨接受冊封。2015年，馬來西亞一間技術學院要求所有參加畢業典禮的男畢業生一律戴宋谷，引起非穆斯林家長反彈，校方被迫收回成命，只要求男穆斯林畢業生戴宋谷。
在新加坡，宋谷也被視為具有宗教意涵的帽子，公立學校學生不得佩戴。

## 官方肖像戴宋谷帽的东南亚政府官员
印尼
- 苏加诺
- 苏哈托
- 优素福·哈比比
- 阿卜杜拉赫曼·瓦希德
- 苏西洛·班邦·尤多约诺
- 佐科·维多多

马来西亚
- 东姑阿都拉曼
- 敦阿都拉萨
- 马哈迪·莫哈末
- 阿都拉·巴达威
- 纳吉·阿都拉萨
- 慕尤丁·雅辛
- 依斯迈沙比里
- 安华·伊布拉欣

文莱
- 尤拉·哈林